# مشفق حسینوف
مشفق حسینوف (ترکی آذربایجانی: Müşfiq Hüseynov؛ زادهٔ ۱۴ فوریهٔ ۱۹۷۰) یک بازیکن فوتبال اهل جمهوری آذربایجان است.
وی همچنین در تیم ملی فوتبال جمهوری آذربایجان بازی کرده است.